# Carpocrate
Carpocrate est un philosophe gnostique du IIe siècle natif d'Alexandrie, réputé antinomiste (contre les lois) et « libertin ».

## Biographie
Né à Alexandrie, Carpocrate est chrétien et enseigne dans cette ville. Il est marié et a un fils, Épiphane, qui meurt à dix-sept ans et qui est l'auteur d'un traité Sur la justice ; son père édifie un temple à sa mémoire. On peut dater Carpocrate de la première moitié du IIe siècle. Un groupe favorable à Carpocrate se rend à Rome avant 185, année où Irénée de Lyon compose une notice sur Carpocrate. 

## Conception
Sa conception dualiste l'amène à considérer que la matière est le mal et l'esprit le bien. « Carpocrate enseigne que le monde, avec ce qu'il renferme, est l'œuvre d'anges très inférieurs au Père, qui n'a pas de commencement. D'après lui, Jésus a été engendré par Joseph. Né semblable aux autres hommes, il devint plus juste qu'eux tous. »
C'est un défenseur de la réincarnation.

## Gnosticisme

### Hérésie
Irénée de Lyon et Clément d'Alexandrie ont accusé Carpocrate et ses adeptes, les carpocratiens, de vénérer Jésus non pas comme un sauveur, mais comme un homme ordinaire, « qui n'avait pas oublié que l'origine de son âme provenait de la sphère du Dieu parfait inconnu ». Cette accusation paraît toutefois peu fondée, dans la mesure où les carpocratiens ont été les premiers à élever des temples à Jésus et à fabriquer des icônes, des statues et des portraits de lui, qu'ils ornaient de fleurs et vénéraient comme des « images divines ». Il n'est pas impossible que les carpocratiens aient eu une influence déterminante sur la piété populaire, puisqu'ils impulsèrent un culte des images de Jésus, aujourd'hui largement répandu au sein des églises catholiques et orthodoxes. Mais à cette époque, toute représentation picturale du Christ était bannie et considérée comme idolâtre par les autorités ecclésiastiques. Ce point de vue ne changera qu'à l'avènement de Constantin.
Les carpocratiens croyaient probablement en la métempsycose, ou réincarnation, une croyance probablement inspirée par les Hindous ou les croyances pythagoriciennes. « Nul ne s'affranchit du pouvoir des anges qui ont fait le monde, mais chacun passe sans cesse d'un corps à un autre, et cela aussi longtemps qu'il n'a pas accompli toutes les actions qui se font en ce monde. »

### Gnostiques libertins
Les carpocratiens ont parfois été appelés, avec les borborites (en) et les nicolaïtes, des « gnostiques libertins ». En effet, leur morale commandait d'avoir toutes les expériences possibles, fussent-elles considérées comme des péchés par leurs contemporains. Cette qualification remonte surtout à Irénée de Lyon :

### Un document controversé
La Lettre de Mar Saba, que le professeur Morton Smith affirme avoir découverte en 1958, mais dont l'authenticité est controversée, est un document apocryphe que Morton Smith attribue à Clément d'Alexandrie. Le texte accuse les carpocratiens d'avoir détourné l'enseignement de ce qui serait un « Évangile secret de Marc » et dont aucune autre source ne fait état. La lettre suggère que Jésus aurait eu des relations homosexuelles, alors que Clément d'Alexandrie et Irénée de Lyon n'y font aucune allusion. Cette lettre, qui n'a jamais été expertisée, a disparu depuis 1990 du vivant de Smith. Celui-ci est soupçonné d'en être le véritable auteur.

### Témoignages
Comme pour la plupart des gnostiques du début du christianisme, cette école n'est connue qu'à travers les écrits des Pères de l'Église, dans ce cas Irénée de Lyon et Clément d'Alexandrie. Dans la mesure où ces auteurs s'opposaient vigoureusement à la philosophie gnostique, il est très probable que leurs descriptions soient biaisées.
- Irénée de Lyon, Contre les hérésies (vers 185), I, 25, 1-2 ; I, 25, 3-6. Traduction Adelin Rousseau (1965-1982), Paris, Cerf, 1991.
- Clément d'Alexandrie, Stromates (vers 190), I, 5-9 ; III. Traduction, Paris, Cerf.
- Hippolyte de Rome, Philosophumena, ou Réfutation de toutes les hérésies (230), VII, 4. Traduction A. Siouville (1928), Milan, Archè, 1988.
- Épiphane, Panarion (374-378), XXVII.

### Études
- (en) Article « Carpocratian », dans Encyclopædia Britannica, 2007. Accédé le 12 septembre 2007.
- Hans Leisegang, La Gnose, Paris, Payot, « Petite Bibliothèque Payot, no 176 », 1971 (éd. or. 1924), chap. 7 : « Les carpocratiens ».
- Michel Onfray, Contre-histoire de la philosophie, vol. 2 : Le Christianisme hédoniste, Grasset, 2006 [détail de l’édition], p. 63-66.
- (en) Morton Smith, Clement of Alexandria and a Secret Gospel of Mark, Harvard University Press, 1973.
- (en) Michael Allen Williams, Rethinking "Gnosticism". An Argument for Dismantling a Dubious Category, Princeton, Princeton University Press, 1996, p. 167-169, 185-187.